# Yanguan Qi’an
Yanguan Qi’an (chiń. 鹽官齊安, pinyin Yánguān Qí’ān; kor. 염관제안 Yŏmgwan Ch’ean; jap. Enkan Seian; wiet. Diễm Quan Tày An; ur. 752, zm. 843) – chiński mistrz chan szkoły hongzhou, jeden z uczniów mistrza Mazu Daoyi. Znany także jako Yanguan Shenjian.

## Życiorys
Yanguan urodził się w powiecie Haiting w prow. Zhejiang. Pochodził z rodziny Li, spokrewnionej z królewską rodziną Tangów. Jako młody chłopiec rozpoczął praktykę buddyjską w klasztorze w okolicy, z której pochodził.
W wieku 20 lat przyjął pełną ordynację mnisią w Nanyue u mistrza winaji Zhiyana. Wkrótce po ordynacji Yanguan udał się w podróż i dołączył do mnisiej wspólnoty mistrza Mazu Daoyi na górze Gonggong w Qianzhou. Mazu osiedlił się na tej górze po roku 750, ale przed rokiem 757. Opuścił tę górę i przeniósł się Hongzhou około 770 r. Yanguan prawdopodobnie dotarł do mistrza także ok. 770 r. Za swoim nauczycielem udał się do klasztoru Kaiyuan.
W danych biograficznych mistrza od tego okresu istnieje 30-letnia luka.
Po koniec ery Yuanhe (806–820) mistrz Yanguan osiadł w klasztorze Fale w Yuezhou, położonym na południe od Hangzhou, znajdującego się w dzisiejszej prow. Zhejiang. Po pewnym czasie otrzymał zaproszenie do Yanguan, na północ od Yuezhou, tuż przy zatoce Hangzhou, gdzie specjalnie dla niego wybudowano klasztor Haichangyuan.
Podczas pobytu w tym klasztorze przyciągnął wielu uczniów i zyskał sławę jako mistrz chan. Odwiedził go tam także przyszły cesarz, na którym Yanguan wywarł wielkie wrażenie. Gdy w 846 r. Xuanzong został cesarzem nadał mistrzowi pośmiertny tytuł Wukong (Oświecony do Pustki).
W klasztorze tym mistrz pozostał aż do swojej śmierci 24 stycznia 843 r.
Występuje w gong’anie 25 z Congrong lu

## Uczniowie
Mistrz miał kilku znanych uczniów, jednak najbardziej znanym z nich był Koreańczyk T'onghyo Pŏmil, który przeniósł nauki szkół hongzhou do Korei i stał się założycielem jednej z dziewięciu górskich szkół sŏn – sagul.
Jeden z uczniów mistrza Yikong (bd) jako jeden z pierwszych mnichów szkoły chan udał się do Japonii. W kraju tym został powitany na dworze przez Danrin, małżonkę cesarza Saga (pan. 809–823). W stolicy spędził kilka lat i następnie powrócił do Chin.
Napis na stupie mistrza został wykonany przez Lu Jianqiu (789–846) i jest on głównym źródłem informacji o życiu mistrza.

## Linia przekazu Dharmy zen
Pierwsza liczba oznacza liczbę pokoleń mistrzów od 1 Patriarchy indyjskiego Mahakaśjapy.
Druga liczba oznacza liczbę pokoleń od 28/1 Bodhidharmy, 28 Patriarchy Indii i 1 Patriarchy Chin.
Trzecia liczba oznacza początek nowej linii przekazu w danym kraju.
- 33/6. Huineng (638–713)
  - 34/7. Nanyue Huairang (677–744)
    - 35/8. Mazu Daoyi (709–788) szkoła hongzhou
      - 36/9. Yanguan Qi’an (752–843)
        - 37/10/1. Chingam Hyejo (773–850) (także Hyeso) Korea
        - 37/10/1. T'onghyo Pŏmil (810–889) Korea. Szkoła sagul
        - 37/10/1. Yikong (jap. Gikū) Japonia
        - 37/10. Guannan Daochang (bd)